# Toshio Suzuki
Toshio Suzuki va ser un pilot de curses automobilístiques japonès que va arribar a disputar curses de Fórmula 1.
Va néixer el 10 de març del 1955 a Saitama, Japó.

## A la F1
Toshio Suzuki va debutar a la quinzena cursa de la temporada 1993 (la 44a temporada de la història) del campionat del món de la Fórmula 1, disputant el 24 d'octubre del 1993 el G.P. del Japó al circuit de Suzuka.
Va participar en un total de dues curses puntuables pel campionat de la F1 aconseguint una dotzena posició com millor classificació a una cursa i no assolí cap punt vàlid pel campionat del món de pilots.

## Resultats a la Fórmula 1
| Any  | Equip        | Xassís    | Motor       | 1   | 2   | 3   | 4   | 5   | 6   | 7   | 8   | 9   | 10  | 11  | 12  | 13  | 14  | 15     | 16     | Posició | Punts |
| ---- | ------------ | --------- | ----------- | --- | --- | --- | --- | --- | --- | --- | --- | --- | --- | --- | --- | --- | --- | ------ | ------ | ------- | ----- |
| 1993 | Larrousse F1 | Larrousse | Lamborghini | SUD | BRA | EUR | SMR | ESP | MON | CAN | FRA | GBR | ALE | HUN | BEL | ITA | POR | JPN 12 | AUS 14 | -       | 0     |

### Resum
| Curses: | Victòries: | Pòdiums: | Poles: | Voltes ràpides: | Punts: |
| ------- | ---------- | -------- | ------ | --------------- | ------ |
| 2 (2)   | 0          | 0        | 0      | 0               | 0      |